# Anthophora praecox
Anthophora praecox là một loài Hymenoptera trong họ Apidae. Loài này được Friese mô tả khoa học năm 1909.